# Гас Ван Сант
Гас Грийн Ван Сант – младши (Gus Green Van Sant, Jr.) (роден 24 юли 1952) е американски филмов режисьор, фотограф, музикант и сценарист. Сред най-популярните му филми са „Добрият Уил Хънтинг“ (Good Will Hunting), римейкът на филма „Психо“ (Psycho), „Да откриеш Форестър“ (Finding Forrester), „Милк“ (Milk). Сред филмите, спечелили му отличие и сред кино специалистите са „Слон“ (Elephant), „Параноид парк“ (Paranoid Park) и „Джери“ (Gerry). Понастоящем той жевее в Портланд (Орегон), САЩ. 
Бидейки открит гей, той не се притеснява в работата си да обсъжда въпроси, отнасящи се до хомосексуалността и относно социални групи, които са извън фокуса на широкото обществено внимание, стига те да представляват някакъв положителен модел.

## Биография

### Ранни години
Ван Сант е роден в град Луисвил, щата Кентъки, САЩ, като син на Бети Сий (моминско име, Betty Seay) и Гас Грийн Ван Сант-старши. Баща му се занимавал с производство на мъжко облекло, както и бил пътуващ търговец. Вследствие на това, семейство му се местело често. Той бързо успял да си проправи път нагоре до просперитета на средната класа. Ван Сант е възпитаник на The Catlin Gabel School в Портланд, Орегон. Още от дете той се занимавал с рисуване и снимал късометражни полуавтобиографични 8-мм филми, стуващи му между 30 и 50 долара. През 1970 г. Ван Сант приобщава артистичните си възгледи към Rhode Island School of Design (RISD), където сред преподавателите в майсторските класове е Дейвид Бърн (музикант, David Byrne), както и други членове на Talking Heads. В RISD той навлиза в авангарда, чрез режисьори като Стен Брекейдж (Stan Brakhage), Джонас Мекас (Jonas Mekas) и Анди Уорхол. Тези нови срещи и възгледи го карат да промени радикално стилистиката на своите филми.

### Ранна кариера (1978 – 1989)
Прекарвайки известно време в Европа, през 1976 г. Ван Сант отива в Лос Анджелис. Той си осигурява работа, като асистент сценарист/режисьор при Кен Шапиро (Ken Shapiro), с който развива някои идеи, но никоя от тях не стига до реализация. През 1981 г. тази своя безпомощност е претворена в „Алис в Холивуд (Alice in Hollywood)“ – нереализиран проект за филм, разказващ за наивна млада актриса, отишла в Холивуд, но загубила своите идеали. През това време Ван Сант наблюдава и опознава обществата населяващи Холивуд булевард (Hollywood Boulevard). Той бива очарован от начина на живот на тези маргинализирани субкултурни общества на Лос Анджелис. Ван Сант започва постоянно да обръща фокуса на творбите си към този най-нисък обществен праг, създавайки през 1985 г. филмът „Mala Noche“.
„Mala Noche“ е направен две години след като режисьорът е заживял в Ню Йорк и работил към рекламни агенции. Той влага спестените си 20 000 долара, цялото му налично финансово състояние, в своята гей-любовна история, разказваща за отношенията между чиновник и мексикански емигрант. Филмът е изграден по полуавтобиографичната новела на Уолт Къртис (Walt Curtis) и допълнена от Ван Сант. Тя се отличавала с несбъдната романтика, абсурдност, отказвайки да третира хомосексуалността като нещо осъдително. За разлика от много режисьори на гей филми, той използвал представянето на една хомосексуална връзка, за да сподели политическа позиция и възгледи.
Заснет в черно-бяло, „Mala Noche“ печели почти за една нощ бурните овации на критиката, а в. „Los Angeles Times“ го удостоява с приза си за „Най-добър независим филм“. Успехът привлича вниманието на Холивуд към него и той за кратко навлиза в Юнивърсъл студиос (Universal Studios), но интересът утихнал, след като изложил идеите си за реализирането на „Drugstore Cowboy“ и „My Own Private Idaho“.
Ван Сант започнал да реализира идеите си в Портланд с помощта на независимата компания „Avenue“. През 1989 г. излязъл „Drugstore Cowboy“, разказващ за обирджии на аптеки, задоволяващи с откраднатото зависимостта си към дрогата. „Cowboy“ бил посрещнат отлично от критиката, което от своя страна донесло на Ван Сант репутация на талантлив режисьор. Това помогнало и за съживяване кариерата на Мат Дилън (Matt Dillon), който вече бил замесен с наркотици, да започне начисто.

### Творчески успехи в художественото кино (1990 – 1995)
„Drugstore Cowboy“ е едно изследване на живота на онези населяващи периферните слоеве на обществото. Режисьорът следва тази тематична линия и в следващия си филм – „My Own Private Idaho“ (1991). Сюжетът е съсредоточен върху двама мъже от улицата, изиграни от Ривър Феникс (River Phoenix) и Киану Рийвс (Keanu Reeves). Филмът е едно завършено изследване на несподелената любов, самотата, концепцията за семейство, многократно обект на разглеждане в творбите на режисьора. Филмът печели Independent Spirit Award за сценарий (същата награда печели и сценарият на Drugstore Cowboy), а наред с това се увеличава и престижът на автора му.
През 1994 г. Ван Сант се заема да адаптира текста на Том Робинс (Tom Robbins) „Even Cowgirls Get the Blues“, но се оказал провал, и според оценките на критиците, и в комерсиален план. Ван Сант получил необичайно голям бюджет от 8.5 милиона долара, както и актьори като Ума Търман (Uma Thurman), Джон Хърт (John Hurt) и Киану Рийвс (Keanu Reeves). Макар че дори бил преработен, той се оказал катастрофа.
Следващият проект от 1995 г. – „To Die For“, способствал на режисьора да си въвзърне славата. Той бил адаптация по новелата на Джойс Мейнард (Joyce Maynard). Филмът бил черна комедия с участието на Никол Кидман (Nicole Kidman), в ролята на убийствено амбициозна жена; там участвал и любимецът на Ван Сант Мат Дилън (Matt Dillon), като нещастния ѝ съпруг и Хоакин Феникс (Joaquin Phoenix), като неин също така нещастен любовник. Това била първа поръчка от голямо студио (Columbia Pictures), а това павирало пътя му към бъдещи проекти. Същата година той става изпълнителен продуцент на филма на Лари Кларк (Larry Clark) „Kids“.

### Пробив в масовото кино (1997 – 2003)
Първият комерсиален успех за работа на Ван Сант настъпва през 1997 г. със създаването на „Добрият Уил Хънтинг (Good Will Hunting)“, където Мат Деймън (Matt Damon) и Бен Афлек (Ben Affleck) са сценаристи и актьори. Във филма участва и звездата Робин Уилямс (Robin Williams). Филмът разказващ за неприятностите на беден математически гений, печели огромни адмирации от критиката и комерсиален успех. Продукцията носи повече от 220 милиона долара печалба, както множество номинации за „Оскар“ (Academy Award), включително и за „Най-добър режисьор“. Афлек и Деймън печелят наградата за сценарий, а Робин Уилиамс за поддържаща роля. Ван Сант, Афлек и Деймън пародират успеха и себе си в комедията на Кевин Смит (Kevin Smith) „Jay and Silent Bob Strike Back“.
През 1998 г. Ван Сант се заема с римейка на филмовата класика на Алфред Хичкок от 1960 г. „Psycho“. Работата на режисьора и опита му да създаде продукт насочен към едно съвсем различно поколение кинозрители се приема нееднозначно – среща равни части любопитство, скептицизъм и насмешка от страна на индустрията. Във филма участват Anne Heche, Vince Vaughn и Julianne Moore. Лентата се оказва не чак провал, но е далече и от триумфа. Въпреки това режисьорът скоро се заема с множество проекти. Ван Сант хвърля много енергия за да реализира два албума и новелата „Pink“, посветени на починалия през 1993 г. Ривър Феникс (River Phoenix).
Ван Сант прави голяма крачка напред през 2000 г. с филма „Да откриеш Форестър (Finding Forrester)“ – драма за гимназист от Бронкс, Ню Йорк (Роб Браун, Rob Brown), който започва необещаващо приятелство със самотен и свадлив писател (Шон Конъри, Sean Connery). Критиката дава смесени отзиви, но предимно положителни, възхвалявайки изпълнителския стил на актьорската двойка Конъри и Браун. Въпреки това в някои коментари обвиняват филма в шаблонност, като нещо средно между „Усещане за жена (Scent of a Woman)“ и „Добрият Уил Хънтинг (Good Will Hunting)“.
Ван Сант има поява във филма на Кевин Смит (Kevin Smith) „Jay and Silent Bob Strike Back“, играейки себе си. Във филма той брои пачки пари, които е спечелил, докато е правил „Good Will Hunting“. В добавка на тази шега той снима и измислено продължение – „Good Will Hunting 2: Hunting Season“.

### Връщане към художественото кино (2003 – днес)
Ван Сант решава да се върне към направата на по-лични, интимни продукции, изоставяйки за следващите си два проекта голямо-бюджетното филмово производство. Вдъхновен от творчеството на унгарския режисьор Бела Тар (Bela Tarr) и американският отцепник Джон Касаветис (John Cassavetes), Ван Сант се усамотява в пустините на Аржентина, американският щат Юта и Долината на смъртта (Death Valley) за да реализира през 2002 г. минималистичния си филм „Джери (Gerry)“ с участието на звездите Мат Деймън (Matt Damon) и Кейси Афлек (Casey Affleck) – двамата играят герой с име Джери, скитащи се в пустинята и дискутирайки телевизионното шоу „Колелото на съдбата“, видео игри и като цяло нищо съществено. Филмът е представен на фестивала в Сънданс (Sundance Film Festival), но си спечелва и присмех, и възхвала, поляризирайки публиката в мнението ѝ, със своята на пръв поглед безцелна и без особени събития история. Освен подчертаната изчистеност и минималистичност на кинематографичната линия, такъв подход е избран и в озвучаването – основна роля играе произведението „Spiegel im Spiegel“ на естонския композитор Арво Пярт (Arvo Pärt), повторено три пъти. Особено внимание заслужава операторската работа на Харис Савидес (Harris Savides) и представянето му на пейзажа.
Следващият филм на Ван Сант е спорният „Слон (Elephant)“. Продуциран от HBO и Даян Кийтън (Diane Keaton), филмът е измислена история, базирана на масовите убийства през 1999 г. в гимназията на гр. Колумбайн (Columbine High School). Режисьорът решава да заснеме продукцията в Портланд, наемайки дузина тийнейджъри за актьори, представяйки един „обикновен“ училищен ден, неочаквано завършващ с трагедия. И в този филм Ван Сант използва дълги сцени на забавен каданс, отговорен за които отново, както и в „Джери“ е операторът Харис Савидес. Филмът провокира силни реакции сред публиката на филмовия фестивал в Кан (Cannes Film Festival) през 2003 г. Отново филмът бива или прегърнат, или отритнат, раздвоявайки публиката заради похвата на Ван Сант да представя героите си без да мотивира и обосновава пагубната роля на героите си. Консенсусът сред фестивалното жури е единодушен, давайки на Ван Сант „Златна палма“ и отличието „Най-добър режисьор“.
През 2005 г. е реализиран „Последни дни (Last Days)“, последният елемент от ван-сантовата „Трилогия на смъртта (Death Trilogy)“, (предните ѝ елементи са „Gerry“ и „Elephant“). Филмът представя измислен поглед върху това какво се е случило в дните преди смъртта на вокалиста на музикалната група Нирвана (Nirvana) Кърт Кобейн (Kurt Cobain).
През 2006 г. започват снимките на „Параноид парк (Paranoid Park)“, базиран на книгата на Блейк Нелсън (Blake Nelson), относно тийнейджър скейтбордист, причинил случайно смъртта на човек. Филмът е представен в Европа през февруари 2008 г.
Ван Сант режисира краткият откъс „Кварталът Маре (Le Marais)“, част от филма „Париж, обичам те (Paris, je t'aime)“, съставен от множество фрагменти, създадени от различни режисьори.
През 2008 г. Ван Сант се връща към по-масовото кино с продукцията „Милк (Milk)“, която е биографичен портрет на хомосексуалния политик Харви Милк (Harvey Milk) и неговото убийство през 1978 г. Главната роля се играе от Шон Пен(Sean Penn). Филмън бива приет много радушно от критиката и бива удостоен с множество отличия.
Ван Сант е автор на два музикални албума: „Gus Van Sant“ и „18 Songs About Golf“.

## Награди и номинации (непълен списък)
- My Own Private Idaho (1991)
  - Venice Film Festival Official Selection
  - Toronto Film Festival FIPRESCI Prize
- Good Will Hunting (1998)
  - Berlin Film Festival Official Selection
  - Academy Awards|Academy Award Nomination for Best Director
  - Directors Guild of America|DGA Nomination for Outstanding Directorial Achievement In Motion Pictures
- Finding Forrester (2000)
  - Berlin Film Festival Prize of the Guild of German Art House Cinemas
- Gerry (film)|Gerry (2002)
  - Toronto Film Festival Vision Awards – Special Citation
- Elephant (film)|Elephant (2003)
  - Cannes Film Festival Palme d'Or
  - Cannes Film Festival Best Director Award (Cannes Film Festival)|Prix de la mise en scène
- Last Days (film)|Last Days (2005)
  - Cannes Film Festival Official Selection
- Paranoid Park (film)|Paranoid Park (2007)
  - Cannes Film Festival Prix du 60ème anniversaire (also acknowledging his body of works)

## Филмография
| Година | Заглавие                                               | Режисьор | Сценарист | Продуцент | Бележки |
| ------ | ------------------------------------------------------ | -------- | --------- | --------- | ------- |
| 1985   | Mala Noche                                             | да       | да        | да        |         |
| 1989   | Drugstore Cowboy                                       | да       | да        |           |         |
| 1991   | „Моят личен Айдахо“ (My Own Private Idaho)             | да       | да        |           |         |
| 1993   | „Дори каубойките плачат“ (Even Cowgirls Get the Blues) | да       | да        | да        |         |
| 1995   | „Да умреш за...“ (To Die For)                          | да       |           |           |         |
| 1997   | „Добрият Уил Хънтинг“ (Good Will Hunting)              | да       |           |           |         |
| 1998   | „Психо“ (Psycho)                                       | да       |           | да        |         |
| 2000   | „Да откриеш Форестър“ (Finding Forrester)              | да       |           |           |         |
| 2002   | „Джери“ (Gerry)                                        | да       | да        |           |         |
| 2003   | „Слон“ (Elephant)                                      | да       | да        |           |         |
| 2005   | „Последните дни“ (Last Days)                           | да       | да        | да        |         |
| 2007   | „Параноид парк“ (Paranoid Park)                        | да       | да        |           |         |
| 2008   | „Милк“ (Milk)                                          | да       |           |           |         |
| 2011   | Restless                                               | да       |           | да        |         |
| 2012   | „Обетована земя“ (Promised Land)                       | да       |           |           |         |
| 2015   | I Am Michael                                           |          |           | да        |         |
| 2015   | The Sea of Trees                                       | да       |           |           |         |

### Късометражни филми
- „Fun with a Bloodroot“ (1967)
- „The Happy Organ“ (1971)
- „Little Johnny“ (1972)
- „1/2 of a Telephone Conversation“ (1973)
- „Late Morning Start“ (1975)
- „The Discipline of DE“ (1978)
- „Alice in Hollywood“ (1981)
- „My Friend“ (1982)
- „Where'd She Go?“ (1983)
- „Nightmare Typhoon“ (1984)
- „My New Friend“ (1984)
- „Ken Death Gets Out of Jail“ (1985)
- „Five Ways to Kill Yourself“ (1986)
- „Thanksgiving Prayer“ (1991)
- „Four Boys in a Volvo“ (1996)
- „Le Marais“ (сегмент от „Париж, обичам те!“, 2006)
- „First Kiss“ (сегмент от „Всекиму своето кино“, 2007)
- „Mansion on the Hill“ (сегмент от „8“, 2008)